# Adia Chan
Adia Chan (21 de enero de 1971) es una actriz, cantante y portavoz hongkonesa nacida en Indonesia.

## Biografía
Adia es hija de padre chino y madre indonesia, su familia se mudó a Hong Kong cuando tenía unos tres años de edad. Ella comenzó en el mundo del espectáculo en 1985 a la edad de 14 años, además fue ganadora de un concurso de suplantación de "Sally Yeh", organizada por la red televisiva de TVB, dentro del programa "Enjoy Yourself Tonight" (歡樂今宵). A partir desde entonces fue anfitriona de prueba para dirigir un programa infantil, interpretó canciones para muchos niños que le ayudaron a tener una gran popularidad dentro de la generación más joven. Chan como actriz trabajó en películas, tanto en Hong Kong como también en Singapur y en varas series de televisión, en la parte continental de China, a pesar de que fue una de las artistas más reconocidas para muchos de sus interpretaciones de sus personajes en la red TVB, sobre todo en el programa "Song Bird". Ella también trabajó como presentadora de televisión al lado de Jacky Cheung, en un programa musical llamado "Snow.Wolf.Lake", transmitido en mandarín y cantonés.
En 1995, Chan cambió su nombre de 陳松龄 por 陳松伶. La pronunciación seguía siendo el mismo - Ling - pero se utilizó de manera diferente.

## Filmografía
- Porky's meatball 鬼馬校園 (1986)
- The Last Conflict (1988)
- Shanghai Heroic Story 英雄地之小刀會 (1992)
- Banana Club 正牌香蕉俱樂部 (1996) (Cameo)
- Troublesome Night 6 陰陽路六之凶周刊 (1999) (Cameo)
- Troublesome Night 7 陰陽路七之撞到正 (2000)
- Troublesome Night 8 陰陽路八之棺材仔 (2000)
- The Enemy 敵對 (2000)
- Life Is a Miracle 生命因愛動聽 (2001)
- Return from the other World 賭神之神 (2002)
- The Hidden Enforcers 殺手狂龍 (2002)
- Money Suckers 一屋貪錢人 (2002)
- Modern Cinderella 現代灰姑娘 (2002)
- Dizzy Date 心跳 (2002)
- Man In Blues 男人之苦 (2004) (Cameo)

## Televisión
- Song Bird 天涯歌女 (1989|25-Dec-1989) (TVB, Hong Kong)
- Beside the Seaside, Beside the Sea 月兒彎彎照九州 (1990|23-Dec-1990) (TVB, Hong Kong)
- Be My Guest 我愛玫瑰園 (1991|2-Apr-1991) (Guest Stars) (TVB, Hong Kong)
- Brother Cry for Me 忠奸老實人 (1991|27-May-1991) (TVB, Hong Kong)
- The Zu Mountain Saga II 仙侶奇緣 (1992|22-Jul-1992) (TVB, Hong Kong)
- Mark of Triumph 92鍾無艷 (1992|9-Mar-1992) (TVB, Hong Kong)
- The Spirit of Love 精靈酒店 (1993|30-Nov-1993) (TVB, Hong Kong)
- The Fate of the Last Empire 清宮氣數錄 (1993|11-Apr-1994) (TVB, Hong Kong)
- Knot to Treasure 婚姻物語 (1994|4-Jul-1994) (TVB, Hong Kong)
- Instinct 笑看風雲 (1994|21-Nov-1994) (TVB, Hong Kong)
- The New Justice Pao 新包青天之劫聖旨 (1995|N/A) (TVB, Hong Kong)
- To Love with Love 水餃皇后 (1995|5-Jun-1995) (TVB, Hong Kong)
- Cold Blood Warm Heart 天地男兒 (1996|5-Feb-1996) (TVB, Hong Kong)
- Once Upon a Time in Shanghai 新上海灘 (1996|2-Sept-1996) (TVB, Hong Kong)
- The Zu Mountain Saga (1996) (Home TV, India)
- A Place of One's Own 大澳的天空 (1997|9-Feb-1998) (TVB, Hong Kong)
- Love in a Chaotic World 星星 月亮 太陽 (1998|N/A) (Mainland China)
- Happy Ever After 金玉滿堂 (1999|15-Mar-1999) (TVB, Hong Kong)
- Coup De Scorpion 天蠍行動 (1999|N/A) (MediaCorp, Singapur)
- Legendary Four Aces 金裝四大才子 (2000|7-Aug-2000) (TVB, Hong Kong)
- In the Realm of Success 公私戀事多 (2001|17-Sept-2001) (TVB, Hong Kong)
- Doomed to Oblivion 鄭板橋 (2001|N/A) (TVB, Hong Kong)
- Life's Angels 生命天使 (2002|N/A)
- You Are the One 1/2緣份 (2004|N/A) (MediaCorp, Singapur)
- Strike at Heart 驚艷一槍 (2005|N/A) (TVB, Hong Kong)
- Trimming Success 飛短留長父子兵 (2006|15-May-2006) (TVB, Hong Kong)
- Blood Isn‘t Cold 血未冷 (2007|September-2007) (Mainland China)
- Relatives by Marriage 亲家 (2007|February-2008) (Mainland China)
- Legend of Yujing 太安堂之玉井传奇 (2008|) (Mainland China)
- Three Folk-Tales 京东三枝花 (2008|) (Mainland China, guest star)
- Single Mother (2008|) (Mainland China)
- ICAC Investigators 2011 (2011) (RTHK, Hong Kong)

## Discografía
- Porky's Meatballs 鬼馬校園 (Crown 1985)
- Curfew 宵禁 (Crown 1987)
- 89 Chan Chung Ling 89陳松齡 (Crown 1989)
- Songbird 天涯歌女 (Crown 1990)
- 走路新郎哥 兒歌兒歌 (Crown 1990)
- Beside the Seaside, Beside the Sea 月兒彎彎照九州 (Crown 1991)
- Zu Mountain Saga II/Brother Cry for Me 仙侣奇緣 忠奸老實人 (Crown 1991)
- Dream Comes True/Confused Love 夢境成真 迷惘的愛 (Crown 1992)
- I Fell in Love with a Hero 我愛上了英雄 (Crown 1993)
- What's Falling Is Not Rain 天邊洒的不是雨 (Crown 1994)
- Remembrance 松松牽掛 (Crown 1994)
- Love for a thousand years 愛到一千年 (CIE 1995)
- Girl Of My Age 同齡女子 (Rock 1998)
- Love Is Not Simple 愛你不是渾閑事 (Rock 1999)
- Chan Chung Ling's Greatest Hits 滾石香港黄金十年—陳松伶 (Rock 2003)
- Restart 松新開始 (Universal 2004)

## Musicales
- Snow Wolf Lake 雪狼湖 (Original Cantonese version 1997) - 寧靜雪
- Snow Wolf Lake 雪狼湖 (Mandarin version 2005) - 寧玉鳳

## Publicaciones
- (Charity Photo Album 慈善影集) Memoir in South Africa 非起點 (1999)
- (Charity Photo Album 慈善影集) Memoir in New York 扭壹紐(2001)
- Nnadia Magic Tips 松書01 - 松松姐姐美容魔法 (1-Jan-2004)
- Interviews with 12 Fermale Celebrities 松書02 - 伶感十二 (1-Aug-2004)

## Apariciones Misceláneos en TV
- 刑警本色 (TV Movie 1989, TVB)
- Passion Among Us (TV Movie 1994, TVB)
- 謎情殺機 (TV Movie 1994, TVB)
- 西鐵情緣 (TV Movie 1999, KCR)
- Death Trap 咫尺疑魂 (TV Movie 2000, TVB)
- Coping With Work Stress 工作減壓有良方 (2001, Occupational Safety Council)
- Jade Solid Gold (JSG) 勁歌金曲 (2002, TVB)
- Women With Dreams 2006 女人多自在3之強人媽咪 (2006, RTHK)